# Mesocricetus
Mesocricetus (хомка) — рід хом'яків, поширених на південному сході Європи й на заході Азії. Етимологія: дав.-гр. μέσος — «середній», Cricetus — «хом'як».

## Морфологічна характеристика
Усі види менші за звичайного хом'яка (Cricetus cricetus). Це кремезні хом'яки з короткими ногами й малими лапами, відносно великими вухами й защічними мішками, а також дуже коротким хвостом. Довжина голови й тулуба 120–280 мм, хвоста 13–39 мм, вага 80–320 грамів. Самиці більші за самців. Верхні частини тіла зазвичай світло-червонувато-коричневого кольору, а нижні білі чи кремові. Усі види мають чорні відмітки принаймні з боків потилиці. У деяких екземплярів на грудях чітко виражена поперечна смуга попелястого кольору. Зубна формула: 1/1, 0/0, 0/0, 3/3 = 16.

## Спосіб життя
Переважно мешкають у низинних і гірських степах, а також населяють луки, поля, чагарникові схили. Це нічні й присмеркові тварини (але іноді можуть бути активними й удень), що живуть поодинці та створюють глибокі нори зі спальними і складськими камерами. Вони всеїдні, раціон складається із зелених частин рослин, насіння, плодів, безхребетних і зрідка дрібних хребетних. Всі види впадають у сплячку. Очікувана тривалість життя становить два-три роки.

## Види
Рід містить 4 види:
- Mesocricetus auratus (Waterhouse, 1839) — пд. Туреччина, пн. Сирія — VU
- Mesocricetus brandti (Nehring, 1898) [syn. koenigi] — Туреччина, Грузія, Вірменія, Азербайджан, Іран, Росія — NT
- Mesocricetus newtoni (Nehring, 1898) — Болгарія, Румунія — NT
- Mesocricetus raddei (Nehring, 1894) [syn. nigricans, nigriculus, avaricus] — Росія, Грузія — LC

## Філогенетика
Філогенетика:

|  | Urocricetus |
|  |             |
|  | Phodopus    |
|  |             |

|  | Mesocricetus                                                                |
|  |                                                                             |
|  | Cricetus-група (Cricetulus, Cansumys, Tscherskia, Cricetus, Allocricetulus) |
|  |                                                                             |

|  | Urocricetus |
|  |             |
|  | Phodopus    |
|  |             |

|  | Mesocricetus                                                                |
|  |                                                                             |
|  | Cricetus-група (Cricetulus, Cansumys, Tscherskia, Cricetus, Allocricetulus) |
|  |                                                                             |

## Загрози
Втрата середовища проживання, викликана збільшенням людських поселень є основною загрозою. Сільське господарство руйнує багато природного степового середовища проживання.

## Використання
Mesocricetus auratus використовується як домашній улюбленець; із цією метою для торгівлі було виведено багато різновидів. З огляду на короткий період вагітності та здатність до спонтанної овуляції вид є чудовим зразковим організмом для дослідження.